# Wzmacniacz lampowy

Schemat wzmacniacza z triodą w układzie wspólnej katody

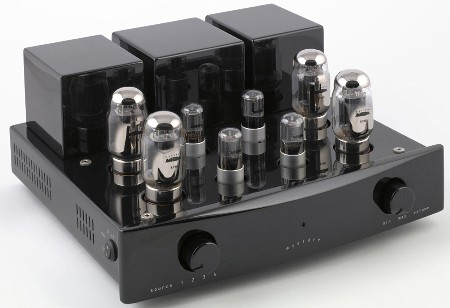
Wzmacniacz lampowy elektroakustyczny K502

Wzmacniacz lampowy – wzmacniacz, w którym jako elementy czynne (wzmacniające) stosuje się lampy elektronowe. Wzmacniacze lampowe były stosowane powszechnie do końca lat 60. XX w., później zostały w większości zastąpione przez wzmacniacze tranzystorowe. Współcześnie, wzmacniacze lampowe wciąż są produkowane ale tylko do nielicznych zastosowań, np. jako lampowy wzmacniacz gitarowy, lampowy wzmacniacz elektroakustyczny hi-end, czy w radarach wojskowych, nadajnikach dużej mocy, transponderach satelitarnych.
Ze względu na charakterystykę częstotliwościową wzmacniacze lampowe dzieli się na:
- wzmacniacze prądu stałego,
- wzmacniacze elektroakustyczne (małej częstotliwości, m.cz.),
- wzmacniacze szerokopasmowe,
- wzmacniacze pośredniej częstotliwości (p.cz.),
- wzmacniacze wielkiej częstotliwości (w.cz.).

Dla podstawowego rodzaju lampy wzmacniającej – triody, istnieją trzy typy układu wzmacniacza:
- układ ze wspólną katodą – stosowany najczęściej,
- układ ze wspólną anodą – wtórnik katodowy stosowany  w celu dopasowania impedancji,
- układ ze wspólną siatką – stosowany w układach wielkiej częstotliwości.